# Franz Xaver Kugler

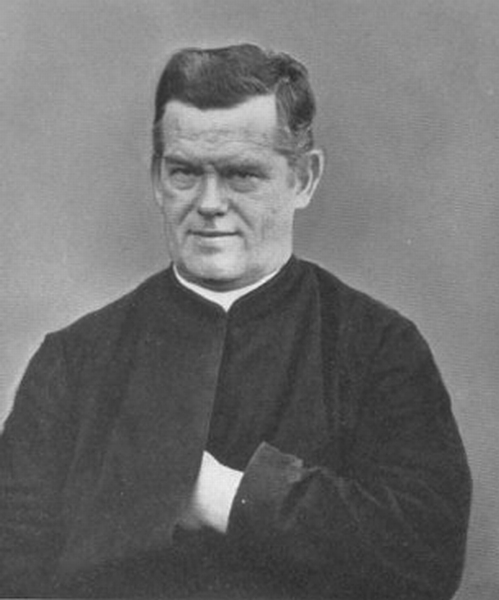
Franz Xaver Kugler S.J.

Franz Xaver Kugler, S.J. (* 27. November 1862 in Königsbach an der Weinstraße (Pfalz); † 25. Januar 1929 in Luzern) war ein deutscher Mathematiker, Astronomiehistoriker und Assyriologe.

## Leben
Franz Xaver Kugler studierte an den Universitäten Heidelberg und München Naturwissenschaften. 1885 promovierte er im Fach Chemie. Ein Jahr später trat er in das Noviziat der Jesuiten in den Niederlanden ein. Nach Beendigung desselben studierte er Philosophie am Ordenskolleg Exaten (Niederlande) und Theologie in Ditton Hall (Großbritannien).
1893 wurde Kugler zum Priester geweiht. Ab 1897 lehrte er als Professor für Höhere Mathematik an der Studienanstalt der Jesuiten in Valkenburg in den Niederlanden.
Acht Wochen nach seinem 67. Geburtstag starb Franz Xaver Kugler im Pflegeheim Schloss Steinhof in Luzern der Barmherzigen Brüder.

## Rezeption
Kugler erlangte im Babel-Bibel-Streit überregionale Bedeutung. Durch seine kritischen Stellungnahmen zum Panbabylonismus trug Kugler gegen Friedrich Delitzsch und Hugo Winckler zur Beendigung dieser äußerst kontroversen Diskussion bei.
Seine Arbeiten in der Assyriologie wurden als Pionierleistungen gewürdigt, jedoch sind Kuglers Erkenntnisse inzwischen teilweise überholt. Die von ihm vertretene Voraussetzung, dass bereits in den babylonisch-assyrischen Texte ein modernes Wissenschaftsverständnis vorhanden war, wurde später kritisiert.
Als Nachfolger von Joseph Epping und Johann Nepomuk Strassmaier (1846–1920) führte Kugler deren Theorien weiter. Seine Babylonische Mondrechnung (1900) nannte der Astronomiehistoriker Noel Swerdlow die originellste und schwierigste Untersuchung, die in der Wissenschaftsgeschichte bis dahin unternommen wurde. Sein Sternkunde und Sterndienst in Babel, das ab 1907 erschien, behandelt neben den babylonischen Planetentheorien zahlreiche weitere Themen der babylonischen Astronomie und gilt noch heute als eines der grundlegenden Werke auf diesem Gebiet, obwohl sie durch die ab 1955 erschienenen Astronomical cuneiform texts (ACT) von Otto Neugebauer teilweise überholt sind. Es finden sich dort auch verstreut Bemerkungen gegen den Panbabylonismus, die er ausführlicher in seinem Buch Im Bannkreis Babels von 1910 vorträgt.
Der Mondkrater Kugler ist seit 1970 nach ihm benannt.

## Veröffentlichungen (Auswahl)
Bücher:
- Die babylonische Mondrechnung. Freiburg 1900. Archive
- Die Sternenfahrt des Gilgamesch: Kosmologische würdigung des babylonischen Nationalepos., 1904
- Sternkunde und Sterndienst in Babel, Münster, Aschendorffsche Verlagsbuchhandlung 1907–1924, Supplementbände fortgesetzt von Johann Schaumberger 1935[3]
  - Band 1
  - Band 2, Teil 1
  - Band 2, Teil 2.1
  - Band 2, Teil 2.2
  - Supplement 1
  - Supplement 2 Teil 1-8
  - Supplement 2 Teil 9-14
- Sibyllinischer Sternkampf und Phaëton in naturgeschichtlicher Beleuchtung (Online-Auszug, Archive)
- Im Bannkreis Babels. Panbabylonistische Konstruktionen und religionsgeschichtliche Tatsachen, Münster, Aschendorff 1910, Archive
- Von Moses bis Paulus: Forschungen zur Geschichte Israels. Münster: Aschendorff 1922. Archive

Einige Zeitschriftenaufsätze: 
- Darlegungen und Thesen über altbabylonische Chronologie, Zeitschrift für Assyriologie und verwandte Gebiete, 22 (1909), S. 63–78
- GUR, masihu sa sattuk, KA, Zeitschrift für Assyriologie und verwandte Gebiete, 23 (1909), S. 267–273
- Kulturhistorische Bedeutung der babylonischen Astronomie. In: Vereinsschrift der Görres-Gesellschaft Bd. 2 (1907), S. 38–50.
- Auf den Trümmern des Panbabylonismus. In: Anthropos Bd. 4 (1909)
- Zwei Kassitenkönige der Liste A, Zeitschrift für Assyriologie und verwandte Gebiete, 24 (1910), 173–178.
- Chronologisches und Soziales aus der Zeit Lugalanda’s und Urukagina’s, Zeitschrift für Assyriologie und verwandte Gebiete, 25 (1911), S. 275–280.
- Contribution à la météorologie babylonienne, Revue d’assyriologie et d’archéologie orientale, 8 (1911), S. 107–130.
- Bemerkungen zur neuesten Königsliste, Zeitschrift für Assyriologie und verwandte Gebiete, 27 (1912), 242–245.